# Whetstone, Arizona
Whetstone är en ort i Cochise County i delstaten Arizona, USA.